# François-Réal Angers
Pour les articles homonymes, voir Angers (homonymie).
François-Réal Angers (Pointe-aux-Trembles, aujourd'hui Neuville, 20 novembre 1812 - Québec, 27 mars 1860), est un avocat, auteur et journaliste québécois du XIXe siècle. Il est surtout connu pour son récit romancé Les Révélations du crime ou Cambray et ses complices, publié en 1837.

## Biographie

### Origines et éducation
François-Réal Angers est un bon représentant de cette petite bourgeoisie francophone de professions libérales qui est en pleine croissance au Bas-Canada au cours des quatre premières décennies du XIXe siècle, dominant la culture politique de la colonie. Ces gens de professions libérales francophones, principalement notaires et avocats, vont développer de façon progressive une culture de gens de droit, fondée sur l'éloquence et l'écrit.
Issu d'une famille d'agriculteurs, François-Réal Angers naît le 20 novembre 1812 à Pointe-aux-Trembles (aujourd'hui Neuville) de François Angers, cultivateur, et de Marie-des-Anges Larue. Il effectue ses études classiques au Petit Séminaire de Québec. Preuve précoce de son goût pour la littérature, alors qu'il étudie les belles-lettres, il participe le 9 décembre 1830, avec quelques condisciples, à la fondation d'une éphémère Société littéraire qui ne vit que quatre mois, première société du genre à être mise sur pied au Petit Séminaire.

### Carrière
En 1833, les journaux Le Canadien, La Gazette de Québec et La Minerve mettent leurs ressources en commun pour embaucher François-Réal Angers et J.-André Taschereau à titre de correspondants parlementaires chargés de rapporter les débats de l'Assemblée législative du Bas-Canada.
Fort de cette expérience, il publie à compte d'auteur en 1836, alors qu'il est toujours étudiant en droit, son Système de sténographie, applicable au français et à l'anglais, ce qui explique sans doute, selon David M. Hayne, sa nomination comme rapporteur officiel des débats de la Chambre d'assemblée du Bas-Canada (une fonction qu'il remplit jusqu'à l'Union), peu après avoir été reçu au barreau, le 6 octobre 1837.
Quelques mois avant, en juillet 1837, il avait publié Les Révélations du crime ou Cambray et ses complices : chroniques canadiennes de 1834, récit romancé des méfaits, vols, sacrilèges et meurtres d'une bande de brigands ayant sévi à Québec de 1834 à 1837.
Vers la même époque (1836-1843), il fait paraître dans divers journaux quelques poèmes d'inspiration romantique se rattachant à la situation politique (L’Avenir, Réconciliation, La Voix d'une ombre, À saint Jean-Baptiste) ou tirant parti de l'épopée et de la légende (Chant du voyageur canadien, Le Chien d'or).
Après être devenu avocat en 1837, Angers délaisse rapidement la littérature pour se consacrer surtout à l'exercice du droit et la rédaction d'études juridiques. D'octobre 1845 à septembre 1848, il est corédacteur, avec Sylvain Lelièvre, de la Revue de législation et de jurisprudence, « l’une [des] plus anciennes collections des décisions des tribunaux du Bas-Canada » selon les historiens André Beaulieu et Jean Hamelin. Cette revue qui rend compte, souvent en langue anglaise, des « plus intéressants procès de l'époque, accompagnés de commentaires juridiques sur les points litigieux », colligent les cas qui font jurisprudence, s'attache à expliquer les lois en vigueur et leurs multiples implications.
De concert avec son confrère Thomas-Jean-Jacques Loranger, Angers défend les intérêts des censitaires entre 1854 et 1856 devant la Cour seigneuriale présidée par Louis-Hippolyte La Fontaine, chargée de juger les réclamations formulées à la suite de l’abolition du régime seigneurial. D'après l'un de ses biographes, Aurélien Boivin, « au cours des longs débats qui marquèrent l’audition des nombreuses causes, il se révéla un éminent juriste et un orateur aussi talentueux que convaincant ».
De 1850 à 1851, il assume la présidence de l'Institut canadien de Québec, fondé en 1848. De 1851 à sa mort, il est l'un des principaux collaborateurs des Décisions des tribunaux du Bas-Canada.

### Vie privée

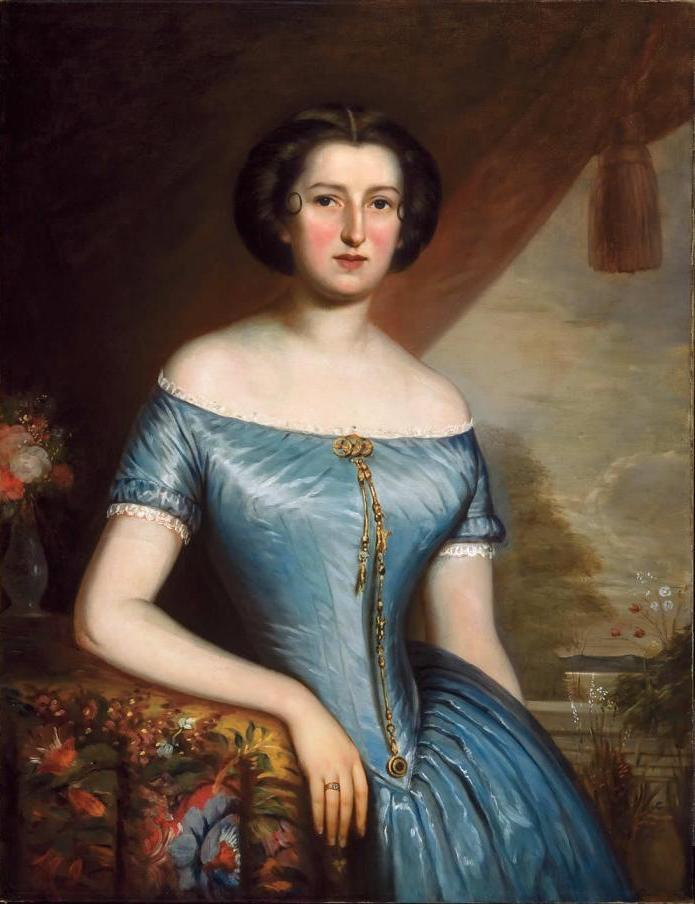
Portrait posthume de Louise-Adèle Taschereau, première épouse d'Angers, réalisé entre 1849 et 1853 par Théophile Hamel (Musée des beaux-arts de Montréal)

Par mariage, François-Réal Angers fait son entrée en 1842 dans l'une des plus influentes familles francophones de juristes et d'hommes politiques du Bas-Canada, la famille Taschereau. Le 4 avril de cette année, il épouse à Sainte-Marie-de-la-Nouvelle-Beauce Louise-Adèle Taschereau (1822-1849), fille d'Antoine-Charles Taschereau, député à la Chambre d'assemblée du Bas-Canada (1830-1838), puis à l'Assemblée législative de la province du Canada (1841-1844) et d'Adélaïde Fleury de La Gorgendière, fille du seigneur de Deschambault.
Angers et sa première épouse élèvent comme leur fils Auguste-Réal Angers, qui va connaître une carrière politique remarquable.
Veuf depuis le 29 août 1849 de Louise-Adèle Taschereau, il se remarie au sein d'une autre famille influente dans les milieux juridiques et politiques, les Panet
, en épousant à Québec, le 23 novembre 1853, Louise Panet (1830-1894), fille de l'avocat Charles Panet (en), député conservateur à l'Assemblée législative du Québec de 1858 à 1861, nièce de Philippe Panet (en), juge à la Cour d'appel du Québec ainsi que du notaire Louis Panet, membre du Conseil législatif du Québec, puis sénateur. De ce second lit naissent deux garçons et une fille.
L'un de ses neveux est le poète et journaliste William Chapman.
Il meurt à Québec le 27 mars 1860 et est inhumé quatre jours plus tard à Pointe-aux-Trembles (aujourd'hui Neuville).

## Œuvres

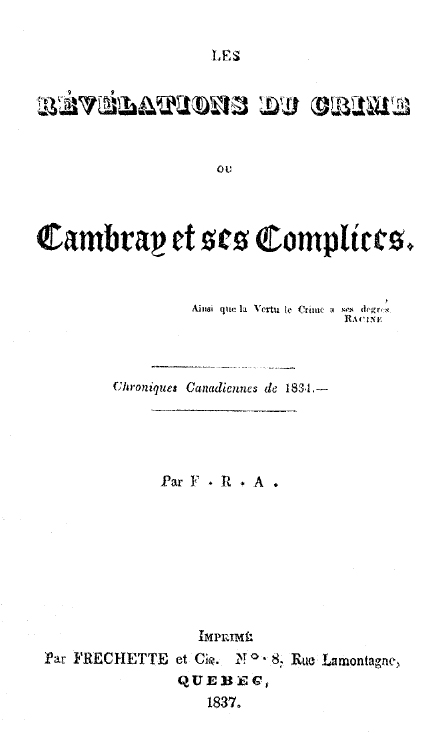
Première page de Les Révélations du crime ou Cambray et ses complices, de François-Réal Angers, 1837

- L’Avenir (ou Chant patriotique du Canada), 1836 (poésie)
- Système de sténographie, applicable au français et à l'anglais, 1836 (manuel)
- Les Révélations du crime ou Cambray et ses complices : chroniques canadiennes de 1834, 1837 (récit romancé)
- Réconciliation, 1837 (poésie)
- Chant du voyageur canadien, 1837 (Adaptation-traduction de A Canadian Boat Song, 1804, de Thomas Moore) (poésie)
- La Voix d’une ombre, 1838 (poésie)
- Le Chien d’or, 1840 (poésie)
- À saint Jean-Baptiste, 1843 (poésie)

### Attribution incertaine
- Le Statu quo en déroute (pamphlet politique en dialogue), États-Unis, Plattsburgh, juin 1834, 16p.
- Les Trois Comédies du "Statu quo", 1834, Québec, Laflamme et Proulx, 1909, p.97-124. Préface de N.-E. Dionne.

## Principales références
- Aurélien Boivin, « François-Réal Angers » dans Dictionnaire biographique du Canada, Université Laval/Université de Toronto, 2003–.
- Gilles Dorion. « Présentation », dans François-Réal Angers. Les révélations du crime ou Cambray et ses complices : chroniques canadiennes de 1834. Québec : Nota bene, coll. « NB Poche - no 18 », 2003, p. 5-22.
- David M. Hayne, « Les révélations du crime ou Cambray et ses complices, récit romancé de François-Réal Angers », dans Maurice Lemire (dir.).  Dictionnaire des œuvres littéraires du Québec. Montréal : Fides, 1980, 2e édition revue, corrigée et mise à jour (1978), tome I : Des origines à 1900, p. 655-656. [lire en ligne]
- Jeanne d'Arc Lortie. « [Poèmes épars] de François-Réal Angers », dans Maurice Lemire (dir.). Dictionnaire des œuvres littéraires du Québec. Montréal : Fides, 1980, 2e édition revue, corrigée et mise à jour (1978), tome I : Des origines à 1900, p. 578-579. [lire en ligne]